# Дослідження

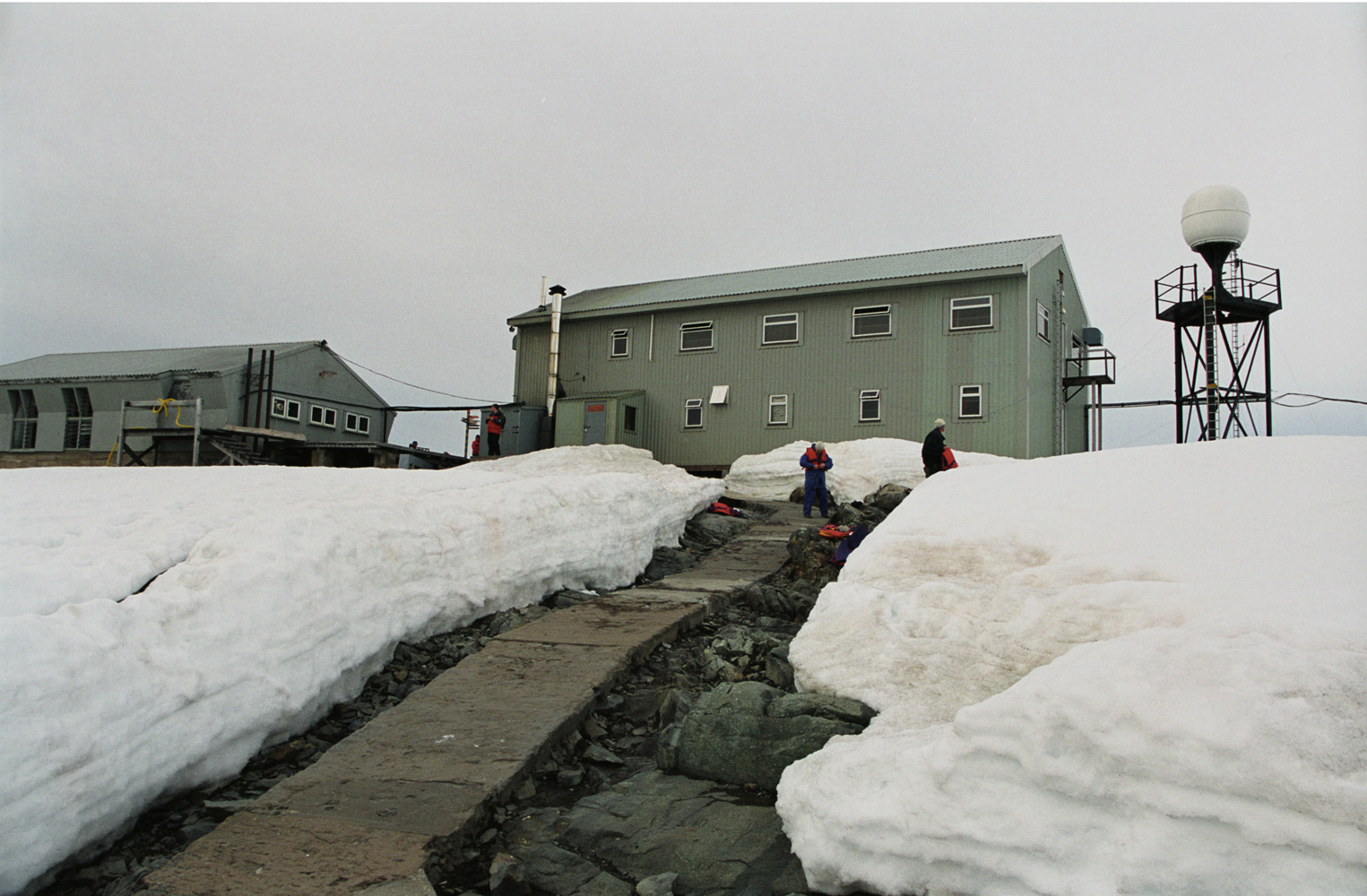
Наукова станція «Академік Вернадський».

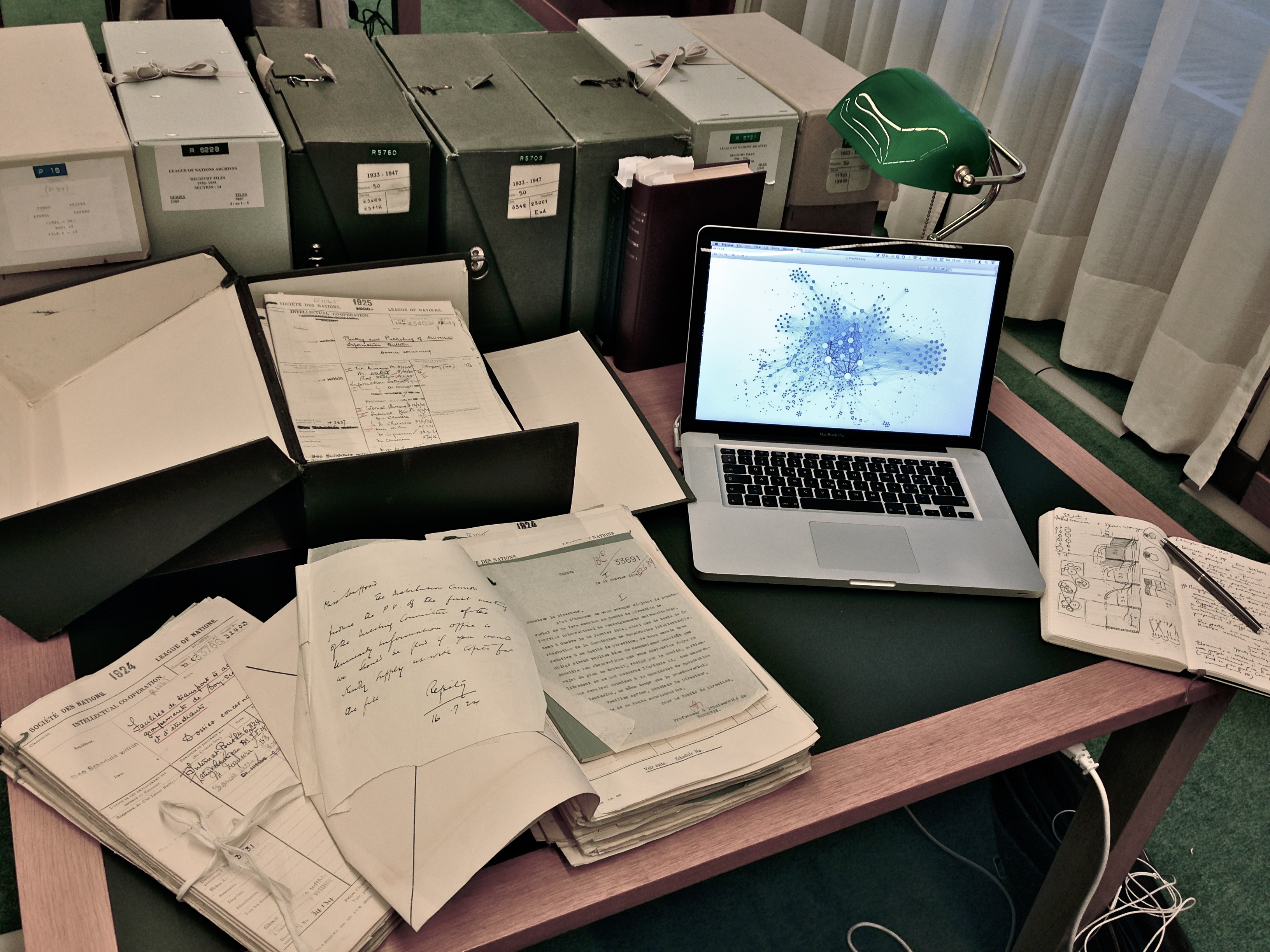
Робочий стіл дослідника. Початок ХХІ ст.

Дослі́дження, до́сліди — (широко розуміючи) пошук нових знань або систематичне розслідування з метою з'ясування фактів; (вузько розуміючи) науковий метод (процес) вивчення чого-небудь.
Слово «дослідження» також використовують, щоб позначати відому інформацію з тієї чи іншої теми.

## Види досліджень
- Наукові дослідження використовують науковий метод постачати наукову інформацію й теоретизувати про природу та її властивості, уможливлюючи практичне застосування здобутих знань. Наукові дослідження фінансуються владою, громадськими організаціями, доброчинними організаціями та приватними групами, включно зі значним числом компаній. Наукові дослідження класифікують за академічними й прикладними дисциплінами. Розрізняють теоретичні та експериментальні (емпіричні) дослідження.[1]

- Історичні дослідження використовують історичний метод.

- Патентні дослідження — дослідження технічного рівня і тенденції розвитку об'єкта техніки, його патентоздатності та патентної чистоти.

- Маркетингові дослідження — систематичне збирання, збереження й аналіз даних про проблеми, пов'язані з маркетингом товарів і послуг.

## Спостереження й експеримент

Експериментальне випробування сейсмостійкості двох будинків.

Основними методами дослідження є:
- Спостереження — планова реєстрація (візуально чи за допомогою спеціального обладнання) інформації про стан досліджуваного об'єкта чи явища (з яким дослідник не взаємодіє), що передбачає збір статистично певного масиву даних — основи для наступного наукового висновку, який, втім, не завжди встановлює однозначну причинність.

- Експеримент передбачає активний вплив на піддослідний об'єкт з метою з'ясування однозначної причинності.

## Предмет та об'єкт дослідження
У методології наукових досліджень розрізняють поняття «об'єкт» і «предмет» пізнання (дослідження).
Об'єктом пізнання прийнято називати те, на що спрямована пізнавальна діяльність дослідника, процес або явище, яке породжує проблемну ситуацію, обрану для дослідження. Відповідно це та сукупність зв'язків, відносин та властивостей, яка існує об'єктивно в теорії та практиці та виступає джерелом необхідної для дослідника інформації.
Як об'єкт пізнання визначаються лише ті зв'язки, відносини, властивості реального об'єкта, які включені до процесу пізнання. Будь-який об'єкт дослідження — це певна сукупність властивостей та відносин, яка існує незалежно від дослідника, але ним відображається.
Предмет пізнання — досліджувані з певною метою властивості об'єкта.
При визначенні предмета і об'єкта дослідження необхідно з'ясувати: предмет і об'єкт дослідження є новими чи традиційними. Відповідно, можливі такі комбінації новизни предмета і об'єкта дослідження: — новий предмет — новий об'єкт; — новий предмет — традиційний об'єкт; — традиційний предмет — новий об'єкт; — традиційний предмет — традиційний об'єкт.
Об'єкт та предмет пізнання не одне й те саме, хоча нерідко їх неправомірно ототожнюють. Визначаючи об'єкт дослідження, необхідно відповісти на запитання: що розглядається? А предмет означає аспект розгляду, дає уявлення про те, як розглядається об'єкт саме в даному дослідженні, цим дослідником.
Співвідношення об'єкта та предмета дослідження можна коротко охарактеризувати так: об'єкт об'єктивний, а предмет суб'єктивний.
Незважаючи на очевидність наведених вище міркувань, як показує практика, розпізнавання цих категорій дається зі складністю. Найбільш поширеним непорозумінням, що фактично ліквідовує різницю між цими поняттями, є уявлення про предмет дослідження як визначення якоїсь ділянки або частини об'єкта, що вибраний для дослідження: «об'єкт ширше (це загальне), а предмет вужче (це часткове)». Але різниця між цими поняттями не зводиться до розмірів того чи іншого. Предмет — не частина, відрізана від об'єкта, а спосіб, аспект його вивчення. Об'єкт розглядається весь, цілісно. Предмет дослідження — все те, що знаходиться в межах об'єкта дослідження у визначеному аспекті розгляду.
Науковець повинен чітко визначити предмет і об'єкт дослідження. З предмета дослідження випливають його мета та завдання.

## Мета і завдання дослідження
Виходячи з назви наукової роботи, визначеного об'єкта та предмета, формулюється мета дослідження, що характеризує, яку найбільш важливу проблему або завдання має намір вирішити дослідник.
Мета дослідження — це очікуваний кінцевий результат, який зумовлює загальну спрямованість і логіку дослідження (теоретичного або прикладного).
Мета визначається відповіддю на запитання: «Для чого проводиться дослідження?». Чітке формулювання конкретної мети — одна з найважливіших методологічних вимог до програми наукового дослідження. Мета дослідження полягає у вирішенні наукової проблеми шляхом удосконалення вибраної сфери діяльності конкретного об'єкта. Поставленої мети треба обов'язково досягти, на завершальному етапі досліджень необхідно перевірити, чи відповідають висновки поставленій меті. Мета формулюється лаконічно, вона повинна точно виражати те основне, що намагається зробити дослідник.
Мета конкретизується та розвивається у завданнях дослідження. Завдання дослідження визначають для того, щоб більш конкретно реалізувати його мету.
Завдання наукового дослідження, як правило, полягають у такому:
- вирішення теоретичних питань, які пов'язані з проблемою дослідження (введення до наукового обігу нових понять, розкриття їх сутності і змісту; розроблення нових критеріїв і показників; розроблення принципів, умов і факторів застосування окремих методик і методів);
- виявлення, уточнення, поглиблення, методологічне обґрунтування суттєвості, природи, структури об'єкта, що вивчається; виявлення тенденцій і закономірностей процесів; аналіз реального стану предмета дослідження, динаміки, внутрішніх протиріч розвитку;
- виявлення шляхів та засобів удосконалення явища, процесу, що досліджується (практичні аспекти роботи); обґрунтування системи заходів, необхідних для вирішення прикладних завдань;
- експериментальна перевірка розроблених пропозицій щодо розв'язання проблеми, підготовка методичних рекомендацій для їх використання на практиці.

Завдання повинні розглядатись як основні етапи наукового дослідження. Частіше за все формулювання таких завдань здійснюється у вигляді певного набору підпитань. Наприклад, «виявити…», «розробити…», «експериментально перевірити…» тощо.
Формулювання мети і визначення завдань наукового дослідження — один з найважливіших творчих етапів розв'язання проблеми. Мета і завдання дослідження повинні бути чітко викладені, передбачати розроблення нових напрямів розвитку або удосконалення існуючої методології чи створення нових методик.

## Емпіричне дослідження
Емпіричне дослідження — це систематичний процес збору, аналізу та інтерпретації даних з метою відповіді на конкретні питання або перевірки гіпотез. Етапи емпіричного дослідження включають визначення проблеми та формулювання гіпотези, огляд літератури, розробку методології, планування дослідження, збір даних, аналіз даних, підготовку звіту, презентацію результатів, оцінку та рефлексію, а також публікацію та впровадження.

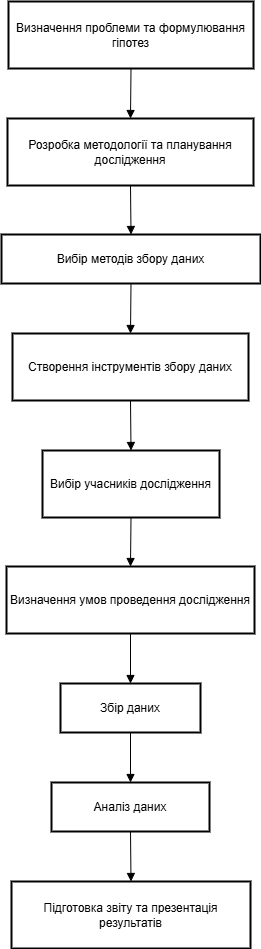
Етапи дослідження

1. Визначення проблеми та формулювання гіпотези передбачає опис проблеми, яку необхідно вирішити або дослідити, а також створення припущень або гіпотез, які будуть перевірятися в ході дослідження.
2. Огляд літератури включає аналіз попередніх досліджень і вивчення існуючих робіт та літератури з теми дослідження, а також виявлення недостатньо вивчених аспектів або прогалин у знаннях.
3. Розробка методології передбачає вибір методів збору даних, таких як опитування, експерименти, спостереження, а також створення анкет, тестів, інтерв'ю або інших інструментів.
4. Планування дослідження включає вибір учасників дослідження, які будуть представляти цільову групу, а також визначення часу, місця і умов проведення дослідження.
5. Збір даних передбачає проведення дослідження і збір даних за допомогою вибраних методів і інструментів, а також ведення записів і звітів про процес збору даних.
6. Аналіз даних включає введення і обробку зібраних даних за допомогою статистичних методів або спеціалізованого програмного забезпечення, а також аналіз і інтерпретацію отриманих даних, перевірку гіпотез.
7. Підготовка звіту передбачає створення звіту, який включає опис методології, результати дослідження і їх інтерпретацію, а також формулювання висновків на основі результатів дослідження.
8. Презентація результатів включає представлення результатів дослідження на конференціях, семінарах або в наукових публікаціях, а також обговорення результатів з колегами, експертами або зацікавленими сторонами.
9. Оцінка та рефлексія передбачає аналіз сильних і слабких сторін дослідження, виявлення можливих помилок або обмежень, а також роздуми про процес дослідження і можливі покращення для майбутніх проєктів.
10. Публікація та впровадження включає публікацію результатів дослідження в наукових журналах або інших виданнях, а також застосування отриманих знань і результатів на практиці [2][3].